# Катола, Элио
Элио Катола (итал. Elio Catola; род. 19 ноября 1935, Викопизано, Тоскана) — итальянский легкоатлет, выступавший в беге на средние дистанции и барьерьном беге. Участник летних Олимпийских игр 1960 года.

## Биография
Элио Катола родился 19 ноября 1935 года в итальянской коммуне Викопизано.
Выступал в легкоатлетических соревнованиях за ЧУС из Пизы.
Дважды выигрывал медали летних Универсиад: в 1959 году в Турине серебро в эстафете 4х400 метров, в 1961 году в Софии бронзу в беге на 400 метров с барьерами.
В 1960 году вошёл в состав сборной Италии на летних Олимпийских играх в Риме. В беге на 400 метров с барьерами в четвертьфинале занял 4-е место с результатом 51,94 секунды, в полуфинале — 5-е место (52,44), уступив 0,89 секунды попавшему в финал с 3-го места Хельмуту Янцу из ОГК.
В дальнейшем был профессором физического воспитания.

## Личный рекорд
- Бег на 400 метров с барьерами — 51,94 (31 августа 1960, Рим)[1][2]